# Pablo Pineda Ferrer
Pablo Pineda Ferrer (Màlaga, 5 Agost, 1974), és un actor espanyol guardonat amb la Concha de Plata al millor actor en el Festival Internacional de Cinema de Sant Sebastià de 2009 per la seva participació en la pel·lícula «Yo, también». En la pel·lícula interpreta el paper d'un diplomat universitari amb Síndrome de Down, igual que a la vida real on és diplomat en Magisteri (Educació Especial).
Pineda viu a Màlaga i va treballar en l'ajuntament de la ciutat (2003-2006). És diplomat en magisteri, professor d'educació especial, a més de cursar estudis de psicopedagogia. En el futur pretén continuar amb la seva carrera en l'ensenyament i no amb la interpretació cinematogràfica. En arribar a Màlaga, després d'aconseguir el premi cinematogràfic, va ser rebut per l'alcalde de la ciutat, Francisco de la Torre, lliurant l'escut de la ciutat a la casa consistorial. Actualment segueix donant conferències sobre discapacitat, educació ... i promocionant la seva pel·lícula en diferents actes i festivals de cinema. Ha estat guardonat per la seva superació vital, i el seu treball com a actor i conscienciador. Va ser candidat al premi Goya 2009 al millor actor revelació.
Recentment (2010) ha signat un acord de col·laboració amb la Fundació Adecco, per ser el portaveu d'un missatge sobre la necessària integració laboral de les persones amb qualsevol discapacitat.
El 29 abril de 2011 va ser el pregoner de les festes patronals i de Moros i Cristians de Sant Vicent del Raspeig, convertint-se en el primer pregoner amb síndrome de Down en unes festes en Espanya. Va fer el discurs en castellà incorporant moltes frases en català.